# Teor (Insel)
Teor (indonesisch Pulau Teor, auch Tioor) ist eine der indonesischen Watubela-Inseln, die zu den Molukken gehören.

## Geographie
Tioor ist die zweitgrößte der Watubela-Inseln. Administrativ bildet sie ein eigenes Desa, zu dem auch die kleineren Nachbarinseln Baam und Uran gehören. Hauptort ist Wirmaf an der Ostküste. Daneben gibt es die Weiler Rumahlusi an der Nordküste und Ralatlumoi an der Westküste.
Im Jahr 2011 wurde Teor als eigenständige Subdistrikt (Distrik) von Wakate abgespalten, beide gehören zum Regierungsbezirk (Kabupaten) Seram Bagian Timur der Provinz Maluku.
Ökologisch interessant sind die Korallenriffe um die Insel und die Seegraswiesen vor Wirmaf. Sie zeichnen sich durch eine hohe Biodiversität aus.

## Bevölkerung
Teor hat 2556 Einwohner (2010). Auf Teor wird die austronesische Sprache Teor gesprochen. Sie ist näher mit Kur von der südlich gelegenen gleichnamigen Insel verwandt, als mit Watubela, das sonst im Archipel traditionell gesprochen wird.